# Tido von Hagen
August Tido von Hagen (* 23. Oktober 1785 in Stargard; † 6. Juli 1858 in Berlin) war ein preußischer General der Infanterie.

## Leben

### Herkunft
Tido entstammt der neumärkisch-pommerschen uradeligen Familie von Hagen und war der Sohn des Sigismund August von Hagen (1748–1813) und dessen Ehefrau Martha Luise, geborene von Werder (1751–1827). Sein Vater war preußischer Major a. D. sowie Postmeister und Herr auf Sachsenhagen.

### Militärkarriere
Hagen trat am 1. August 1800 als Gefreitenkorporal in das Infanterieregiment „von Langen“ der Preußischen Armee und avancierte bis Mitte März 1806 zum Sekondeleutnant. Im Vierten Koalitionskrieg kämpfte er in der Schlacht bei Jena und nach dem Rückzug auf Danzig nahm Hagen an der Verteidigung der Stadt teil. Beim Sturm auf die Bousmardschanze konnte er sich besonders auszeichnen und erhielt dafür am 19. Juni 1807 den Orden Pour le Mérite.
Am 17. Januar 1807 wurde Hagen Adjutant im Grenadier-Bataillon „von Schmeling“. Am 11. August 1807 kam er dann in das 2. Brandenburgische Infanterie-Regiment. Am 24. Januar 1808 wurde er dem Regiment Garde zu Fuß aggregiert und am 2. April 1808 mit Patent vom 12. Oktober 1805 einrangiert. Dort stieg Hagen bis Ende April 1813 zum Stabskapitän auf. Während der Befreiungskriege wurde er in der Schlacht bei Großgörschen verwundet und mit dem Eisernen Kreuz II. Klasse ausgezeichnet. Danach kämpfte er in den Schlachten bei Bautzen, Dresden, Kulm, Leipzig und Laon. Für Paris erhielt Hagen das Eiserne Kreuz I. Klasse und für das Gefecht bei Graupen den Orden des Heiligen Wladimir IV. Klasse. Zwischenzeitlich hatte man ihn am 11. April 1814 zum Kapitän befördert sowie zum Kompaniechef ernannt. Am 9. September 1814 wurde er mit dem Ritterkreuz des Militär-Max-Joseph-Ordens beliehen und am 2. Oktober 1814 erhielt Hagen die Erlaubnis zur Annahme dieser Auszeichnung.
Nach den Kriegen wurde er am 20. Februar 1816 mit Patent vom 14. Februar 1816 zum Major befördert und zeitgleich als 2. Kommandeur in das Garde-Landwehr-Bataillon nach Stettin versetzt. Am 1. August 1825 wurde er mit dem Dienstkreuz ausgezeichnet. Am 30. März 1826 wurde er als Kommandeur des II. Bataillons in das 2. Garde-Regiment zu Fuß versetzt und avancierte am 30. März 1830 mit Patent vom 23. April 1830 zum Oberstleutnant. Am 30. März 1832 beauftragte man ihn zunächst mit der Führung des 10. Infanterie-Regiments und ernannte Hagen am 18. Januar 1833 zum Kommandeur dieses Verbandes. In dieser Stellung erfolgte am 30. März 1833 mit Patent vom 14. April 1833 seine Beförderung zum Oberst und am 30. September 1835 erhielt Hagen den Orden der Heiligen Anna II. Klasse mit Krone. Am 30. März 1838 wurde er als Kommandeur der 5. Landwehr-Brigade nach Frankfurt (Oder) versetzt und am 7. April 1838 dem 10. Infanterie-Regiment aggregiert. Dort stieg er am 30. März 1840 zum Generalmajor auf. Mit seiner Beförderung zum Generalleutnant wurde Hagen am 27. März 1847 zum Kommandanten von Stettin ernannt und anlässlich seines 50-jährigen Dienstjubiläums mit dem Stern zum Roten Adlerorden II. Klasse mit Eichenlaub ausgezeichnet. Am 7. Juni 1856 erhielt Hagen seinen Abschied als General der Infanterie mit der gesetzlichen Pension. Er starb am 6. Juli 1858 in Berlin und wurde am 9. Juli 1858 auf dem Invalidenfriedhof beigesetzt.

### Familie
Hagen heiratete am 28. März 1815 in Potsdam Margarethe Adelheid von Bobers (1794–1877), eine Tochter des Majors Friedrich Wilhelm von Bobers. Auch sie wurde auf dem Invalidenfriedhof beigesetzt. Der Ehe entstammen mehrere Kinder:
- Hermann (1816–1862), preußischer Major ⚭ 1850 Therese von Berge († 1900),[2] Witwe des Gustav Carl Richard Emil von Gleißenberg († 1841)
- Adelheid (1817–1898)
- Hans (1817–1886), preußischer Oberstleutnant

⚭ 1847 Karoline von Cossrane (1822–1848)
⚭ 1855 Anna Schünemann (1831–1892)
- Klara (1820–1883)
- Adolf (1824–1850), preußischer Sekondeleutnant
- Eugen (1833–1888) ⚭ 1879 Luise Gaetke (1851–1924), Tochter des Heinrich Gätke[3]
- Blanka (1835–1881), Porträt- und Genremalerin